# Кырпелево
Кырпелево (болг. Кърпелево) — село в Благоевградской области Болгарии. Входит в состав общины Струмяни. Находится примерно в 7 км к западу от центра села Струмяни и примерно в 42 км к югу от центра города Благоевград. По данным переписи населения 2011 года, в селе  проживало 37 человек, преобладающая национальность — болгары. Село расположено в горном массиве Малешевска-Планина.

## Население
| Год     | 1934 | 1946 | 1956 | 1965 | 1975 | 1985 | 1992 | 2001 | 2011 |
| ------- | ---- | ---- | ---- | ---- | ---- | ---- | ---- | ---- | ---- |
| Жителей | 299  | 429  | 376  | 269  | 191  | 119  | 90   | 65   | 37   |

|  |